# Ельбан
Ельба́н (рос. Эльбан) — селище міського типу у складі Амурського району Хабаровського краю, Росія. Адміністративний центр Ельбанського міського поселення.

## Населення
Населення — 11934 особи (2010; 12909 у 2002).